# Superbike-VM 1988
Superbike-VM 1988 var det första världsmästerskapet i Superbike, och amerikanen Fred Merkel blev första mästaren.

## Delsegrare
| Bana           | Vinnare           | Märke  | Vinnare           | Märke    |
| -------------- | ----------------- | ------ | ----------------- | -------- |
| Donington Park | Davide Tardozzi   | Bimota | Marco Lucchinelli | Ducati   |
| Hungaroring    | Fred Merkel       | Honda  | Adrien Morillas   | Kawasaki |
| Hockenheim     | Davide Tardozzi   | Bimota | Davide Tardozzi   | Bimota   |
| Österreichring | Marco Lucchinelli | Ducati | Davide Tardozzi   | Bimota   |
| Sugo           | Gary Goodfellow   | Suzuki | Mick Doohan       | Yamaha   |
| Le Mans        | Fabrizio Pirovano | Yamaha | -                 | -        |
| Estoril        | Davide Tardozzi   | Bimota | Stéphane Mertens  | Bimota   |
| Oran Park      | Mick Doohan       | Yamaha | Mick Doohan       | Yamaha   |
| Manfeild       | Fred Merkel       | Honda  | Stéphane Mertens  | Bimota   |

## Slutställning
| Plats | Förare            | Märke    | Poäng |
| ----- | ----------------- | -------- | ----- |
| 1     | Fred Merkel       | Honda    | 99    |
| 2     | Fabrizio Pirovano | Yamaha   | 93,5  |
| 3     | Davide Tardozzi   | Bimota   | 91,5  |
| 4     | Stéphane Mertens  | Bimota   | 90,5  |
| 5     | Marco Lucchinelli | Ducati   | 63    |
| 6     | Alex Vieira       | Honda    | 42    |
| 7     | Rod Phillis       | Kawasaki | 42    |
| 8     | Gary Goodfellow   | Suzuki   | 39,5  |
| 9     | Malcolm Campbell  | Honda    | 33,5  |
| 10    | Terry Rymer       | Honda    | 32,5  |